# Schiffer Pál (politikus)
Schiffer Pál (szül. Schiffer Mózes, Hajdúszovát, 1911. február 11. – Budapest, 2001. november 20.) szociáldemokrata politikus, újságíró, nagykövet, országgyűlési képviselő.

## Élete
Schiffer Ferenc kereskedő és Fógel Róza fiaként született Hajdúszováton. Budapesten végezte a kereskedelmi iskolát, az 1930-as évek végétől pedig segédmunkásként volt kénytelen dolgozni, valamint alkalmi munkákból tartotta el családját. Felesége Szakasits Klára, Szakasits Árpád szociáldemokrata politikus és Grosz Emma leánya, akivel 1938. május 26-án kötött házasságot Budapesten, a Terézvárosban. Schiffer Pál 1936-ban lett az MSZDP tagja, 1937-től pedig rendszeresen részt vett az Országos Ifjúsági Bizottság rendezvényein és a pártnapokon egyaránt. Hamarosan a VI. kerületi szervezet bizalmijaként folytatta pályafutását és a Népszava több tanulmányát és cikkét közölte, 1939 és 1941 között Kővágó Pál álnéven publikált. A modern kultúra kialakulása című előadása miatt 1942-ben két hónapig raboskodott a budapesti Gyűjtőfogházban.
A második világháború alatt kiállt a munkásegység mellett a népfrontpolitika szellemében. Az SZDP részéről részt vett a Magyar Front szervezetésében, a pártot a német megszállást követően betiltották. 1944 júliusában letartóztatták, majd ugyanezen év novemberben a Vezérkari Főnökség különbírósága két és fél évi fegyházra ítélte hűtlenség vádjával. Ezt követően Dachauba deportálták, ahonnan 1945 májusának végén tért haza. Az SZDP főtitkárságán kapcsolódott be a pártszervezésbe, 1945 júniusa és 1949 között volt nemzetgyűlési illetve országgyűlési képviselő. Szorgalmazta a két munkáspárt szoros együttműködését és a pártegyesítést. Az MDP alakuló kongresszusán beválasztották a párt Központi Vezetőségébe.
1948-ban kinevezték a Magyar Országos Szövetkezeti Központ ügyvezető alelnökévé, később az Országos Szövetkezeti Hitelintézet vezérigazgatói tisztét töltötte be. Hamarosan a volt szociáldemokrata politikusok ellen több eljárást indítottak, amiből Schiffer sem maradt ki: 1950. április 24-én koholt vádak alapján tartóztatták le. Először egy csoportos per ötödrendű vádlottjaként került a bíróság elé, majd ennek az eljárásnak a félbeszakítása után, 1951. március 21-én egyéni perben zárt tárgyaláson halálos ítéletet szabtak ki rá. 1954. március 12-én a másodfokon eljáró katonai felsőbíróság ezt a büntetést életfogytiglani fegyházra változtatta.
Feleségét és öt s gyermekét 1950 júniusában Debrecenbe telepítették ki, édesapja pedig a Hortobágyra került és innen csak 1956-ban mehetett vissza a fővárosba. 1955. november 21-én engedték szabadon, 1956. május 11-én került sor a rehabilitálására. A párttagságát is visszakapta. 1956 áprilisától 1957-ig vezérigazgató-helyettese volt az Állami Biztosítónak, 1958-tól pedig az oslói, majd később a berni kereskedelmi kirendeltséget vezette. 1961-ben megválasztották a Magyar Távirati Iroda elnökhelyettesének, 1963 és 1967 között pedig az IBUSZ-nál volt vezérigazgató.
1968-ban kinevezték Magyarország oslói nagykövetének, ebben a minőségben 1973-ig működött. Ezután a bécsi ENSZ-központ mellett működő magyar képviselet nagyköveti rangú vezetője volt 1976 augusztusában történt nyugdíjazásáig.

## Családja
Schiffer Pál filmrendező, Schiffer Péter újságíró, szociológus, Schiffer Ferenc újságíró (1944-1982), Schiffer Anna és Schiffer János főpolgármester-helyettes, országgyűlési képviselő édesapja, Schiffer András politikus nagyapja, Szakasits Árpád veje.

## Kitüntetése
- Demény Pál-emlékérem (2002, posztumusz)